# Siemon Allen
Siemon Allen (Durban, 1970) è un artista sudafricano.

## Biografia
Laureatosi a Durban, fu fondatore della FLAT gallery, iniziativa artistica attiva fra il 1993 e il 1995. Fu anche artista in residenza alla Virginia Commonwealth University di Richmond fra il 1995 e il 1996.

## Attività artistica
Partecipò ad alcune esposizioni collettive a Johannesburg, Stoccolma, Portland, New York, Saint Louis e Berlino. Una sua opera è conservata al Guggenheim Museum di New York.